# Baia de Aramă
Baia de Aramă é uma cidade da Roménia com 5.724 habitantes, localizada no judeţ (distrito) de Mehedinţi.